# Hylbrownita
La hylbrownita és un mineral de la classe dels fosfats. Rep el nom en honor de Henry Yorke Lyell Brown (23 d'agost de 1843 - 22 de gener de 1928), geòleg del govern d'Austràlia Meridional (1882 a 1912), per honrar les seves primeres observacions de l'interior dels estats d'Austràlia Meridional i del Territori del Nord, les quals van donar lloc el 1899 al primer mapa geològic de tota la colònia.

## Característiques
La hylbrownita és un fosfat de fórmula química Na₃MgP₃O₁₀(H₂O)₁₂. Va ser aprovada com a espècie vàlida per l'Associació Mineralògica Internacional l'any 2010. Cristal·litza en el sistema monoclínic. És l'anàleg de magnesi de la kanonerovita. Es troba relacionat químicament amb l'apexita, la bakhchisaraitsevita i la mejillonesita.

## Formació i jaciments
Va ser descoberta a la mina de coure Dome Rock, situada a la reserva de Boolcoomatta, dins la província d'Olary (Austràlia Meridional, Austràlia). També ha estat descrita a l'àrea de Sassi Neri-Sodera, a la ciutat metropolitana de Florència (Toscana, Itàlia). Aquests dos indrets són els únics de tot el planeta on ha estat descrita aquesta espècie mineral.